# Estação Santa Inês
Santa Inês é uma das estações da Linha 1 do Metrô de Belo Horizonte, situada no bairro de mesmo nome. 
Foi inaugurada em dezembro de 1994.

Em abril de 2024, a estação foi escolhida para ser o projeto piloto de implantação de um novo sistema de geração de energia fotovoltaica, visando melhorar a eficiência energética do sistema.